# Rājaldesar
Rājaldesar är en ort i Indien.   Den ligger i distriktet Chūru och delstaten Rajasthan, i den nordvästra delen av landet, 280 km väster om huvudstaden New Delhi. Rājaldesar ligger 308 meter över havet och antalet invånare är 24 104.
Terrängen runt Rājaldesar är mycket platt. Runt Rājaldesar är det ganska tätbefolkat, med 179 invånare per kvadratkilometer. Närmaste större samhälle är Ratangarh, 15,3 km öster om Rājaldesar. Trakten runt Rājaldesar består till största delen av jordbruksmark.